# 藤原南夫人
藤原 南夫人（ふじわら の みなみのぶにん、生年不明 - 天平20年6月4日（748年7月3日））は、奈良時代中期の聖武天皇の夫人。姓は朝臣。名は不明。贈太政大臣藤原武智麻呂の娘。位階は正三位。

## 生涯
聖武天皇の夫人で、天平9年（737年）2月にもう一人の藤原夫人とともに无位から一躍正三位に昇叙している。藤原氏は光明皇后が基王の死後、天皇の跡継ぎである男子を生まなかったため、焦りを感じてこのような行動に出たものと思われる。しかし、彼女たちからも天皇の後継者たる皇子・皇女が生まれることはなかった。この5ヶ月後に、父親の武智麻呂と死別する。
天平17年（735年）11月、山背国宇治郡加美郷の人、宇治宿禰大国より、同郷の堤田村の家一区、地7段180歩、山2町を貢進されている。聖武天皇・光明皇后・北夫人よりも先立って天平20年（748年）6月、薨去。同年8月、上述の宇治大国より、同じく加美郷堤田村の地8段、屋2間を買ったともあるが、「旧正三位藤原南夫人家」とあり、この時には既に南夫人が亡くなっていたことを指し示している。

## 官歴
『続日本紀』による
- 天平9年（737年）2月14日：聖武天皇夫人・正三位
- 天平20年（748年）4月1日：薨去

## 系譜
- 父：藤原武智麻呂
- 母：不詳（竹野女王とする説がある）[6]
- 夫：聖武天皇